# Quercus fusiformis
Quercus fusiformis Small – gatunek roślin z rodziny bukowatych (Fagaceae Dumort.). Występuje naturalnie w północnym Meksyku (w stanach Coahuila, Nuevo León i Tamaulipas) oraz południowych Stanach Zjednoczonych (w Teksasie i Oklahomie). 

## Morfologia

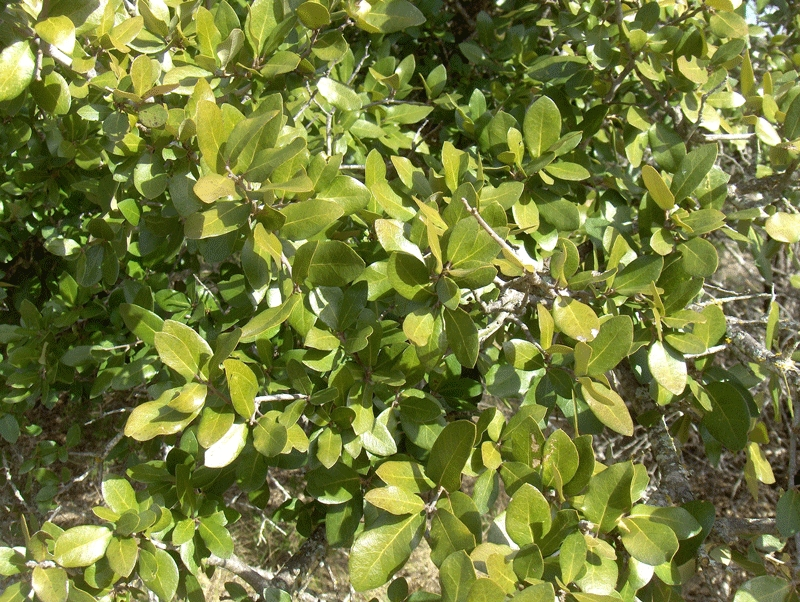
Liście

PokrójCzęściowo zimozielone drzewo lub krzew. Dorasta do 25 m wysokości. Kora jest łuszcząca się i ma brązową lub czarną barwę.
LiścieBlaszka liściowa ma kształt od lancetowatego do owalnego lub podługowato eliptycznego. Mierzy 3,5–9 cm długości oraz 2–4 cm szerokości, jest całobrzega, ma nasadę od zaokrąglonej do sercowatej i ostry wierzchołek. Ogonek liściowy jest nagi i ma 2–8 mm długości.
OwoceOrzechy zwane żołędziami o niemal wrzecionowatym kształcie, dorastają do 20–30 mm długości i 8–15 mm średnicy. Osadzone są pojedynczo w miseczkach o półkulistym kształcie, które mierzą 8–15 mm długości i 6–12 mm średnicy. Orzechy otulone są w miseczkach do 35–50% ich długości.

## Biologia i ekologia
Rośnie w widnych lasach, zaroślach oraz na łąkach. Występuje na wysokości do 1200 m n.p.m.